# Santa Maria do Suaçuí
Santa Maria do Suaçuí est une municipalité brésilienne de l'État du Minas Gerais et la microrégion de Peçanha.